# Camelus thomasi
Camelus thomasi — вимерлий вид верблюда з раннього-середнього плейстоцену Північної Африки. Він відомий переважно з Тігенніфа (Терніфіне) в Алжирі. Скам'янілості з Північного Судану та Палестини, що датуються пізнім плейстоценом, були включені до C. thomasi, але зараз вважаються такими, що належать до різних видів, що робить C. thomasi суто північно-західноафриканським видом.

## Опис
Camelus thomasi був більшим за будь-який інший вид верблюда, що живе на Землі. Інші визначальні характеристики включають пахіостоз, особливо виражений на нижній щелепі; кілька унікальних черепних і молярних рис. Деякі дослідження пов'язують його як можливого предка з дромедаром, тоді як інші припускають, що він може бути більш тісно пов'язаний з верблюдом двогорбим Центральної Азії. Однак дослідження 2018 року показало, що такі твердження не мають жодної наукової основи, і C. thomasi, схоже, не є тісно пов'язаним з жодним сучасним верблюдом.